# Julien Dubedat
Julien Dubedat (geb. 1978) ist ein französischer Mathematiker, der sich mit Wahrscheinlichkeitstheorie und mathematischer Physik befasst.

## Leben
Dubedat wurde 2004 bei Wendelin Werner an der Universität Paris-Süd promoviert (Sur le processus de Schramm-Loewner et la limite continue de la percolation critique plane). Er ist Associate Professor an der Columbia University.
Er befasst sich mit kritischen Phänomenen (Phasenübergängen) in zweidimensionalen Gittermodellen und erzielte bedeutende Resultate zur Schramm-Löwner-Evolution (SLE), einem parameterabhängigen stochastischen Prozess, dem fraktale Zufallsgeometrien in der Ebene entsprechen. Er und Dapeng Zhan bewiesen Reversibilitäts- und Dualitätsvermutungen über SLE-Prozesse.
2011 erhielt er mit Dapeng Zhan den Salem-Preis. Er war eingeladener Sprecher auf dem ICM 2022 (mit Jian Ding, Ewaine Gwynne: Introduction to the Liouville quantum gravity metric).

## Schriften
- Commutation relations for SLE, Comm. Pure Appl. Math., Band 60, 2007, S. 1792–1847, Arxiv
- Excursion Decompositions for SLE and Watts’ crossing formula, Probab. Theory Related Fields, 2006, Nr. 3, S. 453–488
- {\displaystyle SLE(\kappa ,\rho )} martingales and duality, Annals of Probability, Band 33, 2005, S. 223–243, Arxiv
- Critical percolation in annuli and {\displaystyle SLE_{6}},  Comm. Math. Phys, Band 245, 2004, S. 627–637
- Reflected Brownian motions, intertwining relations and crossing probabilities, Ann. Inst. H. Poincaré, Probab. Statist., Band 40, 2004, S. 539–552